# Паллагоріо
Паллагоріо, Паллаґоріо (італ. Pallagorio, сиц. Paraguliu) — муніципалітет в Італії, у регіоні Калабрія, провінція Кротоне.
Паллагоріо розташоване на відстані близько 480 км на південний схід від Рима, 55 км на північний схід від Катандзаро, 31 км на північний захід від Кротоне.
Населення — 1242 особи (2014).
Щорічний фестиваль відбувається 24 червня. Покровитель — святий Іван Хреститель.

## Демографія
Населення за роками:

Станом на 1 січня 2023 року в муніципалітеті офіційно проживало 10 іноземців з 4 країн, серед них 7 громадян країн Євросоюзу.

## Сусідні муніципалітети
- Кампана
- Карфіцці
- Казабона
- Сан-Нікола-делл'Альто
- Умбріатіко
- Верцино